# Ejpovice
Ejpovice (en allemand : Eipowitz) est une commune du district de Plzeň-Sud, dans la région de Plzeň, en République tchèque. Sa population s'élevait à 687 habitants en 2021.

## Géographie
Ejpovice se trouve à 6 km à l'ouest du centre de Rokycany, à 11 km à l'est de Plzeň et à 76 km à l'ouest-sud-ouest de Prague.
La commune est limitée par Dýšina au nord, par Klabava et Rokycany à l'est, par Tymákov au sud et par Kyšice à l'ouest.

## Histoire
La première mention écrite du village date de 1331.

## Galerie

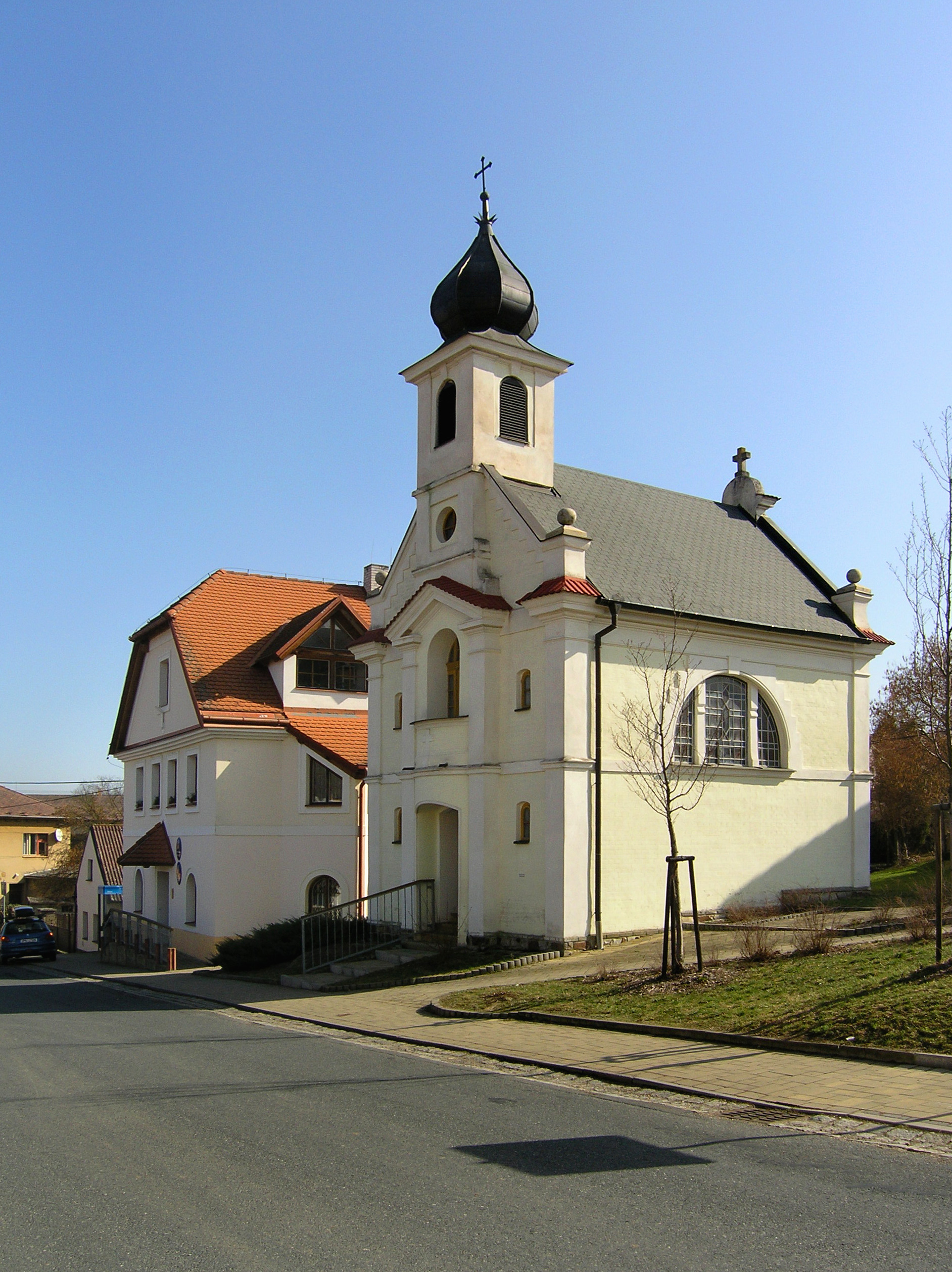
Église à Ejpovice.
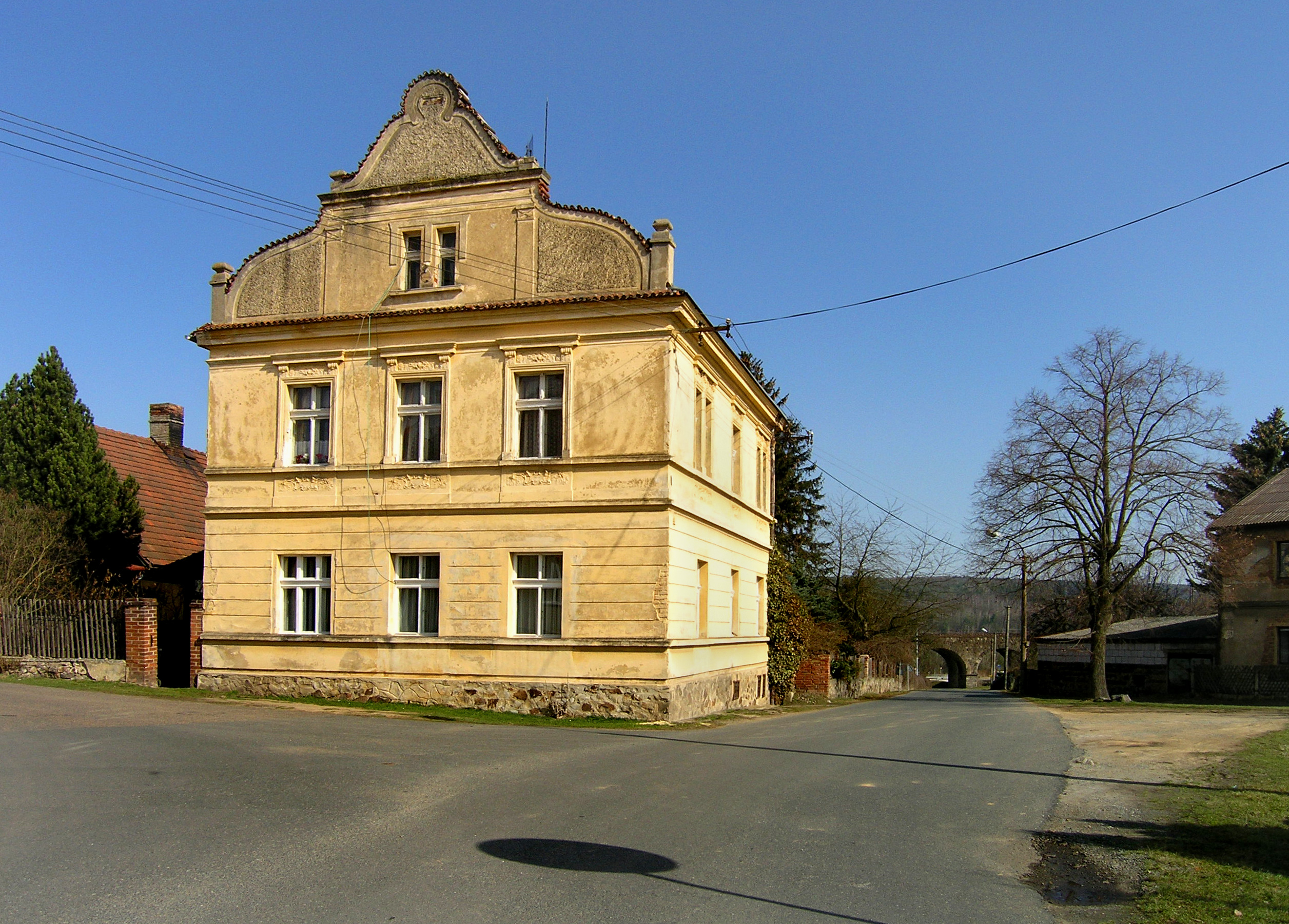
Maison de ville à Ejpovice.
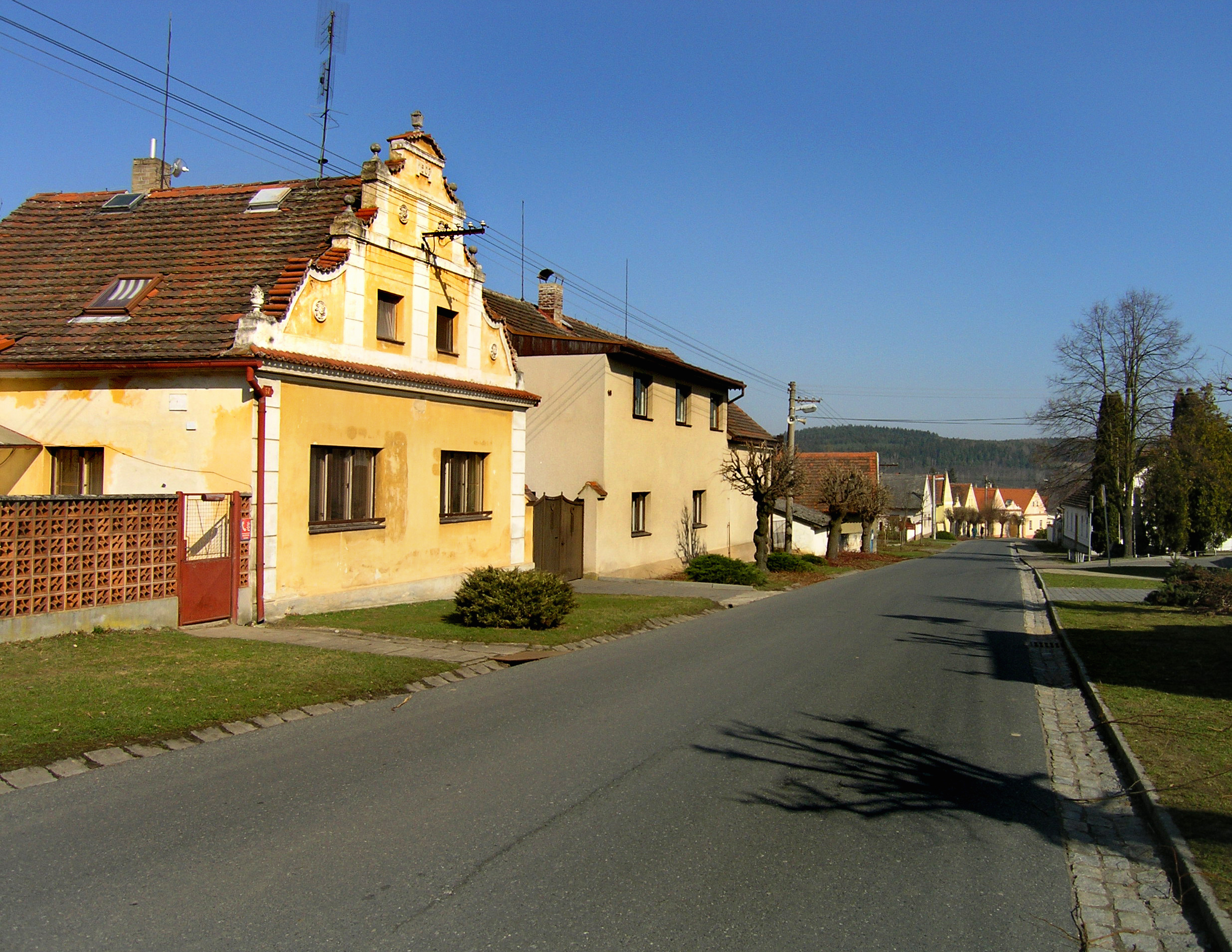
Ejpovice : grand-rue.

## Transports
Par la route, Ejpovice se trouve à 6 km de Rokycany, à 11 km de Plzeň et à 85 km de Prague. Sur le territoire de la commune se trouve un échangeur de l'autoroute D5, qui relie Prague à l'Allemagne par Plzeň.